# Поштово-телеграфна контора (будинок Миклашевських)
Поштово-телеграфна контора — двоповерхова мурована будівля XVIII — початку XX століття, пам'ятка архітектури місцевого значення (охоронний № 340-См). Розташована в історичному середмісті Глухова Сумської області на розі провулку Поштового та провулку Спартака за адресою провулок Поштовий, 4.
Будинок — унікальна пам'ятка житлової архітектури XVIII — XX століть, визначна історико-меморіальна будівля, пов'язана зі знаменитою родиною Миклашевських та розвитку театрального мистецтва в Україні.

## Історія

### Перша згадка про будинок

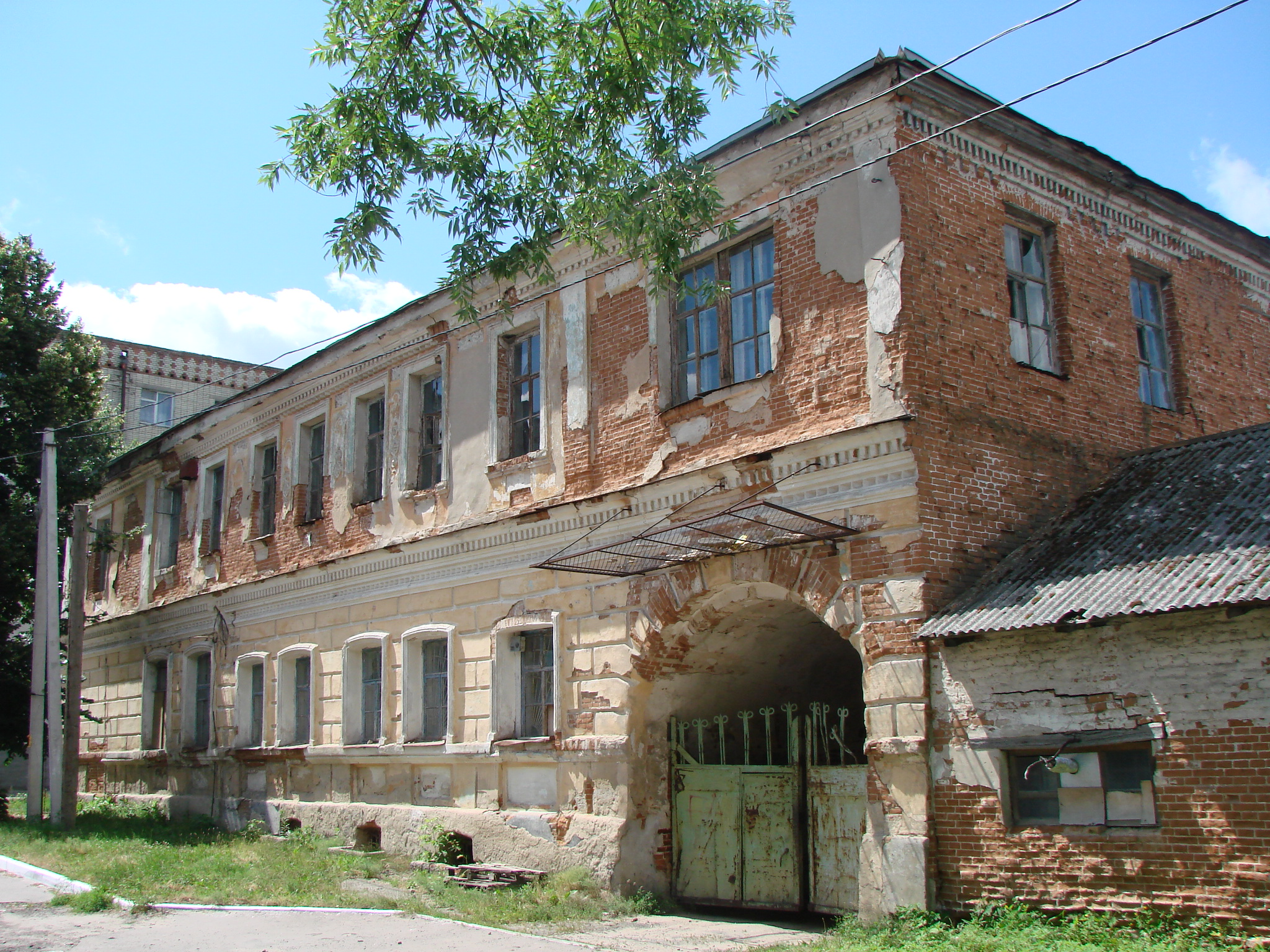
Східне рамено поштово-телеграфної контори (світлина червня 2013 року)

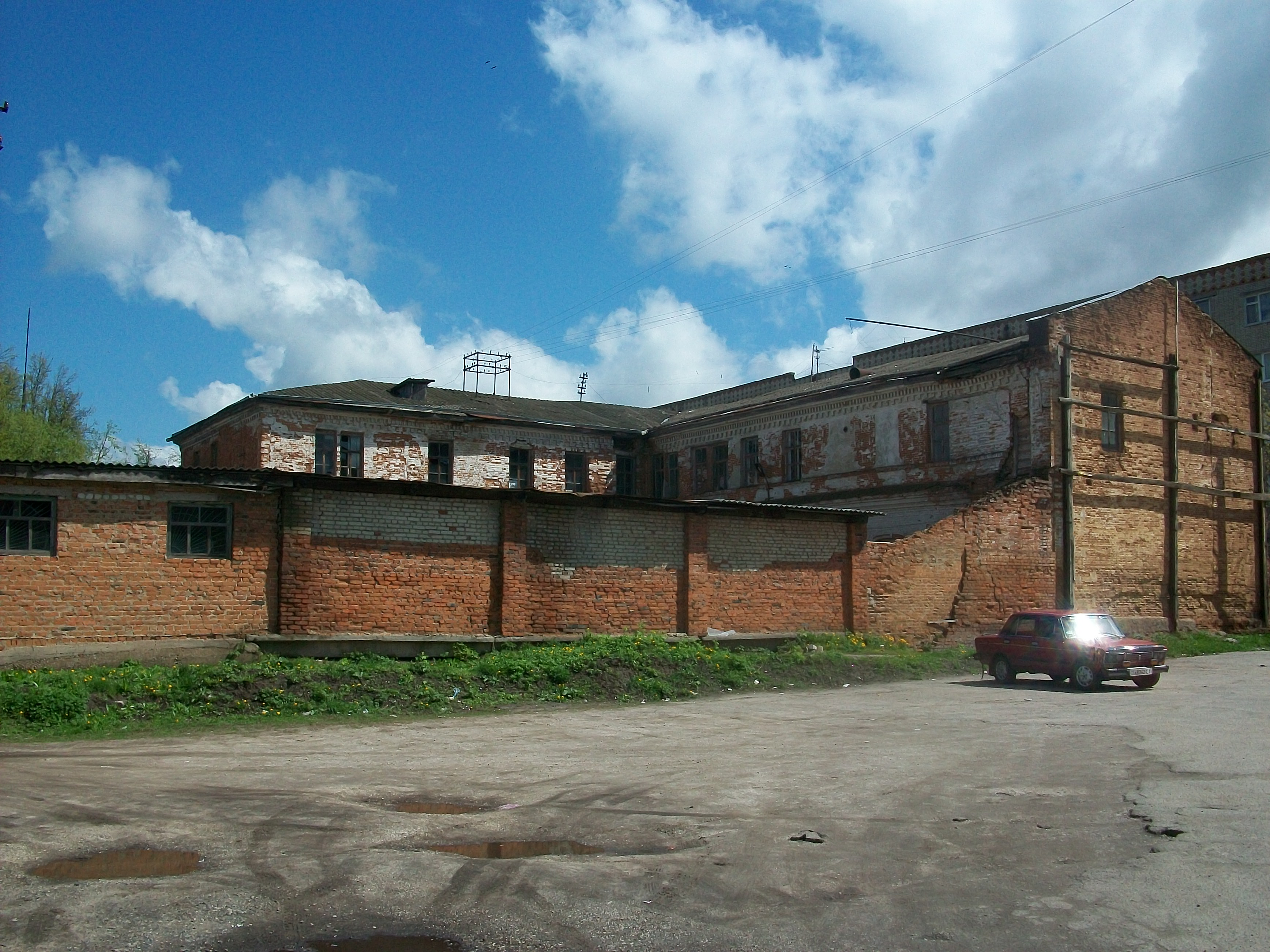
Вигляд на південно-західні фасади другого поверху будівлі (світлина травня 2011 року

Перша згадка про нерухомість полковника Миклашевського в Глухові належить російському шпигуну дяку Андрію Виніусу, який у 1693 році перебував на Лівобережній Україні. Священик переоповів конфлікт між Іваном Мазепою та Кочубеєм: «В Глухове на обеде у Стародубского полковника Миклашевского, Мазепа бросылся на Кочубея, бил его по щекам. Ступая опять в Глухов к Миклашевскому. Мазепа сейчас же поехал к Миклашевскому, послал за Кочубеем и помирился с ним».
У 1710 році священик Іоан Лук'янов також згадує садибу полковника: «Град Глухов земляной, обруб дубовый; палаты в нем полковника Стародубскова Моклышевскаго зело хороши». Його прив'язаність до Глухова була обумовлена першим шлюбом з донькою глухівського сотника Рубана. Будучи одним з найбагатших представників козацької старшини, Михайло Миклашевський опікується не лише глухівським маєтком, але й фінансує будівництво кам'яного храму в ім'я святого архистратига Михайла.
Плани Глухова XVIII ст. дозволяють локалізувати садибу полковника. Так на планах міста 1724 року будинок Миклашевського відсутній. Хоча, за іншою інформацією, у 1720-х рр. у північно-східній частині Глухівської фортеці на садибі нащадків Стародубського полковника Михайла Миклашевського був збудований невеликий одноповерховий, на підвалі, мурований будинок квадратовим у плані.
Відразу після створення в травні 1722 року Малоросійська колегія розміщувалася в Глухові в будинку бунчукового товариша Степана Миклашевського, який «весьма давнешнього лета», ветхий та не має кам'яних погребів для зберігання грошей казни. Крім того, Стефан Миклашевський володів заміським будинком на Севському тракті Глухова. У 1732 році в ньому квартирував генеральний суддя Богдан Пасека.
На плані околиць Глухова 1748 р. між дорогами на село Годунівка та на Радіонівський млин знаходилася слобода Кубраківка. З 1733 по 1748 роки в слободі розташовувався заміський будинок Степанового брата Андрія Миклашевського, який в 1729-1730 роках обіймав посаду Стародубського наказного полковника, а в цей час (1735—1750 роки) був бунчуковим товаришем.
На плані Глухова 1761 року, ліворуч біля Московських воріт на Великій вулиці знаходився торговий двір Миклашевського з коморами. Навпроти, нижче до Київських воріт розташовувалася крамниця бунчукового товариша Миклашевського.

### Перша театральна вистава в будинку
Саме в цьому будинку бунчукового товариша Степана (Стефана) Михайловича Миклашевського 7 (18 — за новим стилем) квітня 1730 року в Глухові, що був, на той час, столицею Лівобережної України, починає діяти театральна трупа. Саме про цю дату 1730 року є свідчення в «Денних записках» Якова Марковича, який у щоденникових записах за 7 квітня 1730 року писав: «У Миклашевського інспектор з дітьми виправляли комедію».
Дослідник старовини Олександр Купцов відзначає, що це лише перша документальна дата існування театру в Лівобережній Україні, але до цієї дати вже діяв шкільний театр, а ще раніше широкого поширення набули виступи скоморохів і вертепні вистави. Але професійний театр все-таки виник на основі театру аматорського (самодіяльного).
Тоді ставили п'єси Мольєра, Корнеля, Расіна тощо.

### Садиба середини XVIII століття
Відсутня інформація про маєток Миклашевського і на плані міста 1746 року. В експлікації до плану Глухова 1765 року, завізованого обер-квартирмейстером Маґнусом фон Ренне, є «Двор бунчукового товарища Михаила Малишевского. Новой. Забором. Плетнем».
Ця садиба знаходилась у північно-східній частині глухівської фортеці. Маєток складається з дев'яти прямокутних та одного Г-подібного приміщення. Маєток родини Миклашевських із західної та східної сторін обмежений вулицями, з південної сторони межує з «Двором казака Петра», північним сусідом є «Двор мещанина Гаврила та двор войскового канцеляриста Гаврила Пуховича». Також сусідом Миклашевських є «Старий Острог та Караульня». У період з 1765 по 1776 роки садиба Миклашевських збільшилась. Вона змінила свою конфігурацію, витягнувшись у південному напрямку. У 1778 році садиба не змінює своїх обрисів. Відомі плани міста XVIII століття не підтверджують версію, про існування мурованого будинку Миклашевських. У переліку партикулярних будинків Глухова з опису Новгород-Сіверського намісництва за 1779—1781 роки, садиба Миклашевських відсутня.
Згідно плану центральної частини Глухова, складеного архітектором Андрієм Квасовим, у 1780-х роках частину маєтку Миклашевських було придбано місцевою владою для забудови під житлові приміщеня або шинки.
Квартальне перепланування Глухова, розпочате наприкінці XVIII століття, видозмінило конфігурацію середньовічної забудови. Згідно планів Глухова початку XIX століття, колишній родинний маєток був розділений між трьома сусідніми кварталами. На мапах Глухова початку XIX століття відсутні зображення кам'яних будинків у кварталі, де існував родинний маєток Миклашевських.

### Перепланування під поштово-телеграфну контору
Наприкінці 1890 року Андрій Михайлович Миклашевський заповідає Глухівському земству новий двоповерховий будинок вартістю 20 тис. рублів. Андрій Михайлович хотів, щоб земство здавало в оренду будинок, а виручені кошти акумулювало в спеціальному благодійному фонді. Коли фонд збере 3-4 тис. руб., тоді земство мало побудувати декілька невеликих будинків богоділень.
З цією метою 27 березня 1900 року губернський інженер Афанасьєв спільно з начальником глухівської поштово-телеграфної контори Корнієнком, поліцейським чиновником в присутності нащадків Миклашевського та представників міста здійснив огляд будинку. Його вартість зі службами і садибою склала понад 15 тисяч рублів.
Після проведення акту обстеження будинку Миклашевських, почався процес складання кошторису на придбання та ремонт означеного маєтку. Вартість ремонтних робіт була оцінена у 8511 рублів 60 копійок. На початку жовтня 1901 р. начальник Полтавського поштово-телеграфного округу оголосив на 14 грудня 1901 року проведення торгів на асигнування грошей для проведення ремонтних робіт у будинку Миклашевських.
1901 року скарбниця викупила будинок у нащадків Миклашевського для влаштування в ньому Глухівської Поштово-телеграфної контори. Він розміщався на провулку між тодішніми Терещенська вулицею (вулицею Рози Люксембург) і Сінною площею. У 1908 році почався процес перевтілення маєтку Миклашевського на Глухівську поштово-телеграфну контору. За наступні чотири роки будинок відремонтували і значно перепланували та влаштували дворові прибудови.
Під час національно-визвольний змагань 1917—1921 років поштово-телеграфна контора і далі продовжувала функціонувати. Також працювали фахівці, що виконували свої функції ще з початку XX століття. Зокрема, завідувачем контори працював Рутковський, а телеграфістом — Лазутченко.
За спогадами випускника Віленської гімназії, комуніста О. П. Гончарова, що на той час перебував у Глухові: «як тільки в місті змінювалася влада, одразу ж відповідно змінювалася і сфера його поштово-телеграфної зв'язку; конкретно це виражалося в такий спосіб: із заняттям 16 квітня 1918 року Глухова німцями відновлювалася поштово-телеграфний зв'язок Глухова з усією окупованою німецькими військами територією — Україною, Білоруссю (правобережною), Латвією, Литвою тощо. І, навпаки, повністю припинялася — з Радянською Росією; з відновленням 14 грудня 1918 року у Глухові Радянської влади, встановлювався поштово-телеграфний зв'язок з Радянською Росією, але зате припинявся — з територією білих; з приходом до Глухова 28 вересня 1919 року денікінців встановлювався зв'язок міста з територією, контрольованою денікінцями, і припинявся — з радянською територією, і, нарешті, 14 листопада 1919 року із приходом до Глухова радянських військ поштово-телеграфний зв'язок Глухова з радянською територією було відновлено, а з територією, зайнятою денікінцями, — припинено».
Протягом цих років телеграф, а частково і пошту, охоронявся цензором з гвинтівкою. Кожна влада направляла сюди свого представника: за радянської влади це був червоноармієць, при німцях — гайдамака, при денікінцях — денікінець. З упровадженням радянською владою воєнного комунізму плату за поштові послуги відмінили. Листи переслилались без марок і без оплати.
У 1950-х роках до будинку Миклашевських перенесено радіовузол. Для його безперебійної роботи в підвалі знаходився дизельний двигун.
На першому поверсі будинку розташовувалась сортувальна, операційний зал, апаратна і квартира чиновника, а на другому — чотири квартири: начальника пошти, його помічника і двох чиновників. У правому крилі будівлі розташовувався поштамт з операційним залом, а у лівому — телеграф та кабінки для міжміської телефонної мережі. А на другому поверсі знаходились три квартири (кімнати із спільною кухнею). Також тут знаходились робочі місця для телефоністок.

### Сучасний стан
Пошта і телеграф знаходились в цьому будинку до 1970-х років. Ще довгий час використовувалась частково. Юридично належить Сумській дирекції ПАТ «Укрпошта». До 1990-х років тут працювало Глухівське відділення «Союздрук» та «Укрпошта». Останні десятиліття будівля пустує і перебуває в аварійному стані. Потребує термінової реставрації.
Починаючи з 2018 року науковий співробітник національного заповідника «Глухів» Олександр Мірошниченко за підтримки небайдужих започаткував акцію порятунку пам'ятки архітектури збираючи вторсировину. Всі кошти від зібраних і зданих скляних чи пластикових пляшок або бляшанок, а також металу, пластику та склобою планується використати на ремонт дірявої покрівлі та західної стіни-брандмауера. Керівництво Укрпошти готове надати дозвіл на ремонт пам'ятки після погодження з державними органами влади та відновити тут поштове відділення.
18 червня 2020 року будинок поштово-телеграфної контори виставлено на продаж. Стартова вартість лоту на онлайн-платформі «OLX» складає 1 886 618.40 грн..
Продаж відбудеться у четвер 2 липня 2020 року шляхом проведення аукціону через систему «Прозорро».

## Опис

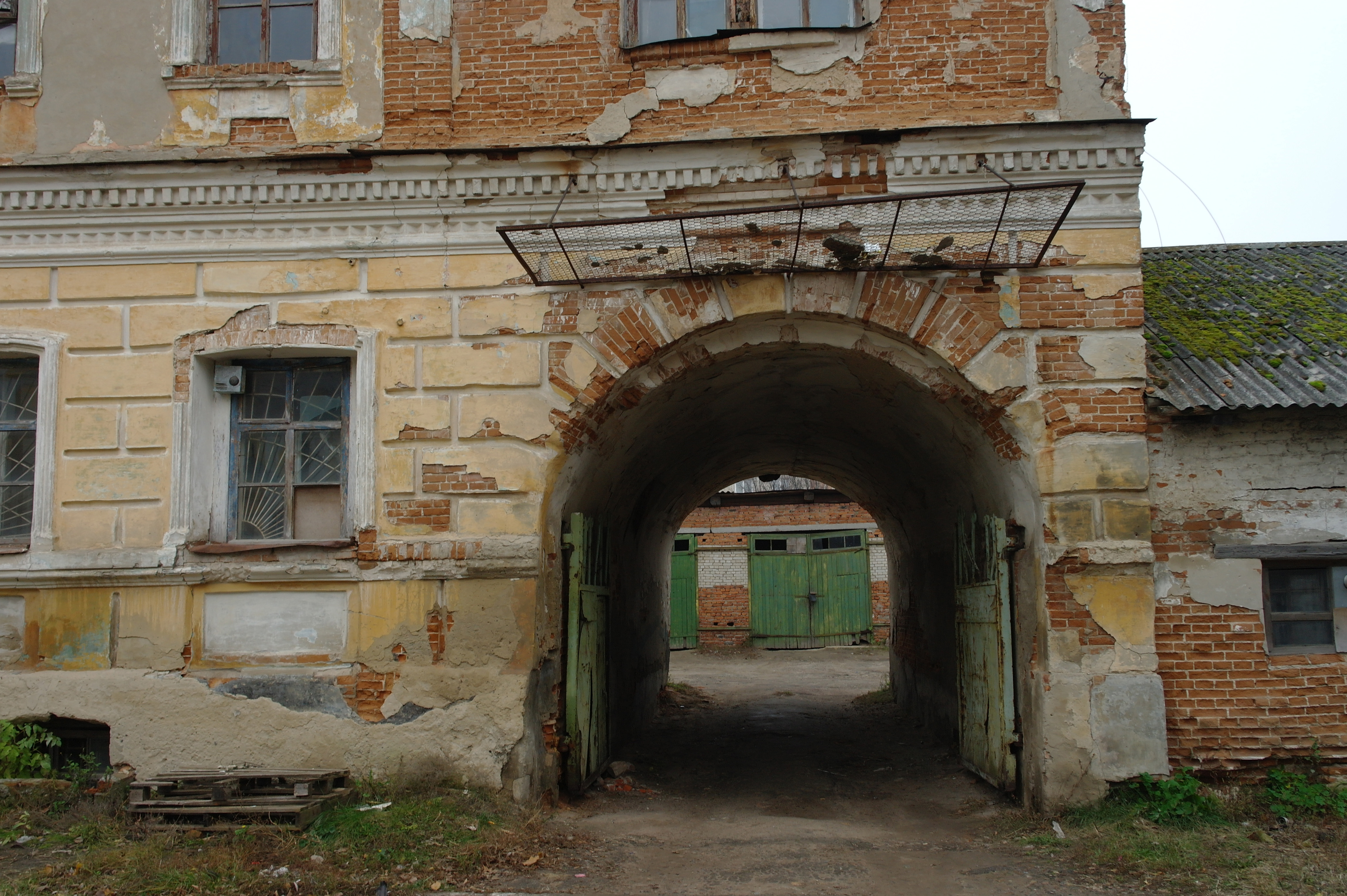
Арка східного рамена через яку можна увійти до двору поштово-телеграфної контори (світлина жовтня 2013 року)

Будинок Г-подібного плану, що розташований на розі вулиці Спартака (колишнього Тюремного провулку) і Поштового провулку (колишнього Базарного провулку). Дім, що був зведений раніше, має проїзд у двір, перекритий цегляним коробовим склепінням з боку провулку Спартака, що обмежується двома брандмауерами. Він був 37 аршинів довжиною (26,3 м.) і 16 аршинів (11,4 м.) шириною. Під цією частиною будинку, з боку воріт, є льох, розділений на 6 відділень; для ходу в льох зроблена цегляна шия, крита залізом. Підвал під старішою частиною будинку чотирикамерний перекрито коробовим склепінням. Підмурки цегляні стрічкові.
Новіша частина будинку, що має чоловий симетричний фасад, який виходить на провулок Поштовий (колишній Базарний провулок), згідно з описом 1900 року, мав 43 аршини (30,5 м.) довжини та 17 арш. (12 м.) ширини. Перший поверх кам'яний, другий — дерев'яний, обкладений цеглою, товщиною в цеглу. Будинок загалом зведено за двопрогоновою конструктивною схемою на основі поздовжніх несучих стін. Перекриття між поверхами плоскі по дерев'яних балках. Підлоги дощані. Сходи, що ведуть з парадного ходу спочатку були дерев'яними, а пізніше замінені частково на залізобетонні. Вальмовий дах по дерев'яних соснових кроквах укритий шифером зараз протікає і потребує негайного ремонту. Раніше дах був прикрашений трьома залізними димарями.
Фасади вирішено в еклектичній стилістиці, що тяжіє до необароко. Чітко виділено цоколь, масивний міжповерховий та вінчальний карнизи. Фасадні площини першого поверху рустовані, вікна мають лучкові перемички й пласку лиштву. Прямокутні вікна другого поверху облямовані тонко профільованою лиштвою. По другому поверху фасади розчленовані лопатками й прикрашені фігурними фільонками з орнаментальними мотивами. По центру чолового фасаду є портал оригінальної форми: дверний отвір фланкують напівколонки, що несуть гострокутий фронтончик, за формою схожий на готичний вімперг. Над центральним входом другому поверху розміщувався балкон, огороджений ажурною залізною решіткою.
Ритмічний рисунок чолового фасаду ускладнюють спарені вікна. Пофарбування фасадів традиційне — вохристе тло, білі деталі. З боку двору, на всю довжину будівлі, на рівні другого поверху була зроблена дерев'яна на дерев'яних дубових стовпах скляна галерея.
Під час перепланування внутрішнього простору, був втрачений оригінальний декор першого поверху. Стелі другого поверху досі прикрашають оригінальні розетки та ліпний плінтус, на дерев'яних віконних рамах частково збереглася фурнітура XIX ст. Між поверхами лишилися кам'яні сходини, виготовлені з місцевого пісковика та залізні перила. Висота кімнат на 1-му поверсі 5 арш. (3,5 м.), а на другому поверсі 4 ½ арш. (3,2 м.) Будівля, станом на 1900 рік, була поділена на кімнати капітальними стінами або перегородками. Стіни і стелі приміщень всередині поштукатурені і побілені крейдою. Двері і вікна, пофарбовані білою масляною фарбою. Будинок опалювався цегляними печами, поштукатуреними та побіленими.
Під час обстеження даху у 2019 році науковим керівником національного заповідника «Глухів» Олександром Мірошниченком були виявленні карнизні та лицьові кахлі, покриті білою поливою. У підвальному приміщенні можна побачити автентичні сходини, виготовлені з пісковика. Поріг до центрального входу в будинок викладений плитами з аналогічного матеріалу.
Пам'ятка архітектури зараз перебуває в запустінні. На другому поверсі фасаду частково збереглися лопатки, прикрашені фігурними фільонками з орнаментальними мотивами. Напівколони центрального дверного отвору відділяються від чолового фасаду. Постійно вивітрюється тинькування та фарбування фасадів. Волонтери регулярно займаються роботами по благоустрою пам'ятки, зокрема, склінням вікон будинку.

## Охорона
На початку 1990-х років будинок включено до Зводу пам'яток історії та культури (том «Сумська область»), а в 1998 році поставлено на державний облік, як пам'ятку архітектури місцевого значення з охоронним № 340-См.
Розпорядженням Кабінету Міністрів України від 17 грудня 2008 р. N 1563-р планувалось, що у 2009—2010 роках проведення робіт з ремонту та реставрації поштово-телеграфної контори (будинку Миклашевських), що не було виконано.
Наступною Постановою Кабінету Міністрів України від 20 липня 2011 р. за N 814 також планувалось Державною цільовою програмою збереження культурної спадщини та розвитку туристичної інфраструктури м. Глухова Сумської області на 2012—2016 роки виконання робіт з реставрації, ремонту, пристосування, консервації, реабілітації та музеєфікації об'єктів культурної спадщини, упорядження зон охорони пам'яток, серед яких і Поштово-телеграфна контора.